# Nils Christie
Nils Christie (Oslo, 24 de fevereiro de 1928; 27 de maio de 2015.) é um sociólogo e criminologo norueguês, professor emérito de Criminologia na Faculdade de Direito da Universidade de Oslo. É autor de mais de 30 livros relacionados à criminologia e sociologia. Os principais temas abordados pelo autor referem-se ao conceito de crime e ao controle de criminalidade, tendo uma perspectiva de análise social: para entendermos o crime, devemos compreender a sociedade como um todo e vice-versa. Nessas obras, também aborda temas como educação, controle de drogas e comunidades alternativas. No final de sua vida, se manteve ativo profissionalmente como um intelectual público, provedor de pesquisa e participante ativo de debates.

## Vida
Nascido em Oslo, capital da Noruega, filho de Ragnvald Christie (1895-1957) e Ruth Hellum (1900-87), Christie graduou-se em Berg Gymnas, na sua cidade de origem, em 1946. Tornou-se magistério de sociologia em 1953 e tornou-se doctor philos em 1960. Tornou-se o primeiro professor de Criminologia da Noruega, sendo nomeado no ano de 1966. Durante seu tempo como professor, foi diretor do Departamento de Criminologia e Sociologia do Direito na Faculdade de Direito da Universidade de Oslo. É membro da Academia de Ciências e Letras da Noruega e ganhou o prêmio Fritt Ord de Liberdade de Expressão pelas suas contribuições originais e independentes ao debate social e internacional norueguês. Christie é Doutor pelas Universidades de Sheffield e Copenhagen e membro da Academia Norueguesa de Ciências e Letras. É professor convidado em diversas universidades, como em Berkeley, Jerusalém e Oxford. Nils Christie recebeu um diploma de honra na Universidade de Copenhagen.

## Teoria

### Ideias Centrais

#### Não existe crime
O crime, segundo Christie, não existe. Existem atos. O modo como classificamos atos é uma construção social: são decisões político-culturais que determinam o que vemos ou não como crimes. As definições de criminalidade dependem de configurações da sociedade e relações entre os envolvidos no processo. Assim, crime não é algo preexistente. O conceito de crime é criado por um grupo de pessoas, aplicando-se a certas circunstâncias escolhidas como ilícitas. Nesse sentido, condutas podem ser criminalizáveis ou não, dependendo da positivação, a qual pode ser alterada, conforme a os anseios à época. Christie explica o crime de maneira coletiva e não individual, encontrando suas razões na forma como organizamos nossa sociedade.

#### Justiça participativa / alternativa
Participativa porque trata da interação entre as partes, entre vítima e infrator. O diálogo é uma chance de as pessoas compreenderem a posição, as características e as circunstâncias de cada indivíduo. É criada, então, a oportunidade de o infrator contar o motivo pelo qual agiu de determinada forma; assim como uma oportunidade de a vítima contar como se sentiu em relação ao ocorrido.
Podem todos os casos ser resolvidos por mediação ou pela solução alternativa? Todos os casos podem ser tentados a ser resolvidos assim. A sociedade demanda punição, mas particularmente aqueles que se sentiram feridos são melhores contemplados se tem uma chance de conversar, mesmo que em seu estado de fúria, de angústia.
Fornecer um canal de comunicação é evitar o pensamento comum, que dirige todo o ódio para o infrator, que não enxergar em nenhum momento a real situação. É buscar uma medida que possa trazer respostas muito mais satisfatórias a vítima do que simplesmente a punição, como também criar uma possibilidade de consciência e um arrependimento bem maior do que aquele proporcionado pelo encarceramento. Nesse sentido, Nils Christie afirma que talvez a participação seja mais importante que as soluções pouco representativas.

#### Não existem monstros
Nas suas obras, Christie reitera que nunca encontrou um monstro. Afirma que em tanto tempo na criminologia, nunca encontrou um monstro. Não estamos rodeados de monstros, estamos rodeados de pessoas que fazem coisas erradas, sim, mas não de monstros irracionais com quem não se é possível nem manter um diálogo.
As ideias centrais de Christie têm como argumento que os infratores são como a maioria das pessoas, mesmo aqueles que cometeram atrocidades. O que existe atualmente é um afastamento entre vítima e infrator, que resulta em um não conhecimento íntimo. A falta de informação do outro, somado a pressões sociais e da própria mídia, cria a distância onde se constrói a visão daquele que cometeu o crime como um ser não humano, um monstro.

#### Linguagem
Christie é diferente da maioria dos teóricos. É um autor que preza pela acessibilidade do conteúdo que disponibiliza, e defende essa facilidade de entendimento partindo da ótica de uma linguagem simples e comum. Assim, uma característica marcante dos seus livros é explicar ideias partindo de histórias, em sua maioria vividas por ele mesmo, que ajudam não só na compreensão como na identificação do leitor com o texto.
Christie enxerga na linguagem um método de dominância da classe mais intelectual que pretende manter esse status a partir de um vocabulário de difícil compreensão para aqueles com menos estudo. É necessário para uma sociedade democrática criar o sentimento de que todos participam da discussão social. Para chegar a esse objetivo, temos de ser cuidadosos para não usar palavras que apenas uma minoria de pessoas entenderá.

### Obras

#### Uma quantidade razoável de crime[5]
Nils Christie compara o crime a uma esponja. Quando um conceito é muito amplo, ele permite sua modelagem a diversos tipos de situação. O crime é um conceito amplo. Conclui-se, então, que é possível adequar a definição de crime aos mais diversos tipos de controle. Como uma esponja, portanto, permite absorver um alto número de atos e pessoas, mas com um simples aperto, por aquele com a mão na esponja, pode ser reduzido. Assim, o grande desafio é entender como os detentores da esponja se utilizam do conceito nos mais diferentes tipos de sociedade.
Como já dito, Christie diz que os crimes não existem. São os atos que existem, e eles que são classificados subjetivamente dependendo da visão atribuída por cada sociedade. Entretanto, independentemente da sociedade, a maneira prudente de agir seria estabelecer crimes como o último nível de uma escala de atos.
A ideia de Christie é que a definição de crime está relacionada com a proximidade das relações sociais dentro de um sistema. O conhecimento limitado torna a conduta que vemos como criminosa mais tangível.
Para exemplificar isso, é elaborada uma situação em que um homem está em uma praça comum tomando uma cerveja. Rodeado de pessoas, incluindo crianças, o homem se levanta e vai para um canto da praça onde abre o zíper da sua calça para urinar. Vendo essa cena, existem duas famílias em casas distintas. Uma é a casa da perfeição e a outra a casa da turbulência. Na casa da perfeição, nada na vida daquelas pessoas deu errado. Na casa da turbulência, houve diversos percalços, que entre outras coisas contribuíram para a aproximação dos moradores desta casa e seus vizinhos que tiveram o mesmo problema. Assim, a casa da perfeição enxerga o homem do parque abrindo o zíper como um criminoso sexual, um pervertido, enquanto que a casa da turbulência enxerga o homem como ‘Peter’, que sofreu um acidente quando criança, uma boa pessoa e que, quando bebe, basta ligar para sua casa que alguém vem busca-lo. Portanto, os moradores da Casa da Perfeição tinham um conhecimento nulo do homem, do pervertido, enquanto aqueles que possuíam relações, que o conheciam, o viam apenas como um jovem que as vezes bebia demais. Um ato criminoso, da perspectiva daquele que não conhece, e um ato reprovável, mas não criminoso, daquele que conhece. A Casa da Perfeição é a sociedade moderna. Ela não conhece, é isolada, só vê como alternativa chamar a polícia, pois onde não há informação, não há conhecimento social, só resta o controle social.
Antes da sociedade moderna, existia uma ideia de pluralidade institucional, assim as pessoas pautavam-se segundo diversas ideias de diferentes instituições como religião, posição social, cultura. A sociedade moderna possui um único objetivo, o dinheiro. Os indivíduos não buscam a recompensa intelectual, a recompensa do seu trabalho, apenas a recompensa material. Essa mudança, advinda e fomentada principalmente dos Estados Unidos, afasta as relações sociais, na medida em que busca fortalecer as relações de produção e consumo. Estabeleceu-se um padrão de sucesso, propagado pelo cinema e pela televisão.
Em contraposição a essa ideia de sucesso e de sociedade, Christie apresenta os vilarejos, na Noruega, para pessoas extraordinárias, onde houve a quebra da relação dinheiro e trabalho, pois são pautados por quatro instituições: trabalho, cuidado uns com os outros, cultura e religião. Neles, as pessoas trabalham de acordo com as necessidades do próprio vilarejo, naquilo que são boas e capazes. O dinheiro todo ganho pelo vilarejo é colocado em um chapéu, administrado por todos de forma conjunta. Além de pessoas extraordinárias, muitas pessoas comuns escolheram viver nesses vilarejos. Para Christie, o motivo seria os desafios alternativos que proporcionam, além da quebra com o padrão da sociedade de fora. Assim, partindo desse exemplo, o autor faz um diagnóstico do dinheiro como fator prejudicante das relações sociais.
Voltando a sociedade moderna, não atingir o padrão determinado de sucesso e dinheiro é falhar. Entretanto, quem atingiu esse padrão precisa ser protegido daqueles que não conseguiram. Assim, cria-se a ideia do isolamento, a partir de elementos como condomínios fechados, seguranças nas portas, padrões de vestimenta. A separação criada por aqueles que têm dinheiro, através de paredes, daqueles que não têm é comparada, pelo autor, às fronteiras entre os países.
Além de enfraquecer as relações sociais, o estabelecimento da mono-instituição do dinheiro criou uma situação em que, muitas vezes, a única coisa que os políticos têm a oferecer são propostas sobre o controle do crime. As propostas são sempre no sentido de endurecer as penas, aumentar a punição. Existem consequências de adotar essa política, sendo a mais notória a pressão exercida sobre os juízes. Os juízes perdem poder, têm sua posição enfraquecida pelos interesses políticos, e são incentivados a sempre ter como objetivo capturar o maior número de criminosos e encarcerá-los. As medidas mais brandas devem ser a exceção, e uma exceção mínima.
A pressão pela máxima criminalização, tão fomentada pela sociedade, ainda é reiterada pela mídia. A mídia raramente busca a situação do infrator ou da vítima. Busca a polêmica, demonizar o acusado, colocá-lo como um monstro. Alguns conceitos bastante consagrados, como máfia e crime organizado, embora extremamente abstratos, ajudam a entender este problema. São conceitos que não possuem utilidade intelectual alguma, não dizem nada, são imprecisos, mas colaboram para o aumento do poder do Estado. O modo como se nomeia algo influencia no seu entendimento. Na criminologia, o uso mais comum é o de psicopatas. Quando ouvimos esse termo, não conseguimos pensar em um ser humano, em alguém que pode ter vivenciado experiências similares a nossa. Pensamos em um monstro. Entretanto, torna-se mais difícil entendermos como monstros quando os conhecemos e entendemos suas motivações, possivelmente nos enxergamos no comportamento e nas experiências dessas pessoas. O Direito Penal e os tempos atuais (distância social) servem um ao outro.
Após conceituar sobre a política criminal como um todo, Christie estabelece a diferença entre justiça horizontal e justiça vertical. Justiça horizontal é aquela em que as decisões são sentidas em um âmbito local, que buscam estabelecer um conceito do que foi relevante para o acontecimento e visam a compensação no lugar da punição, pois a punição não é uma alternativa possível devido às próprias condições daquele tipo de sociedade. A justiça vertical é a justiça que busca estabelecer o que é irrelevante e que visa a punição.
Christie não é um abolicionista. Ele concorda que a paz é melhor que a punição. Avalia, entretanto, a punição como necessária para:
- manter o sistema de solução civil;
- para situações em que nem o réu e nem a vítimas tem a intenção, respectivamente, do perdão ou de perdoar; e
- o processo de conciliação poderia degenerar uma vez que não existiria a ameaça de voltar ao âmbito penal.

Dessa forma, defende a punição como o último dos recursos. É a ideia que Christie chama de minimalismo.
O minimalismo é a visão de que os atos indesejados - não se utiliza o conceito de crime - serão punidos apenas como último recurso. É uma ideia que permeia a tentativa de soluções anteriores, como o diálogo. Estabelecer a punição como a última medida criaria uma gama de opções para resolver o conflito.
Quando se pensa na punição, a ideia é de reparar o dano causado. Muitas vezes, todavia, o que a vítima mais deseja é o conhecimento. Isso é ainda mais frequente em casos de atrocidades de grandes proporções, como genocídios. O Direito Penal não é o melhor meio de contar como as coisas aconteceram; haja vista o modo como as coisas são julgadas hoje, ele se torna um instrumento que mais restringe do que fornece informações.
Em crimes como genocídios ou aqueles cometidos em regimes totalitários, algumas soluções que têm obtido mais sucesso do que a punição são, por exemplo, as comissões da verdade. Tais comissões fornecem a oportunidade de as partes contarem o que sentiram, o que viram, o que fizeram, sem se ater ao que é legalmente relevante. Percebemos, portanto, que as comissões da verdade criam um canal de diálogo, similar a aquele defendido pela justiça alternativa.
Outro instrumento importante para ser citado é o da reconciliação. A vergonha e a culpa devem ser uma vergonha reintegradora, que tenha a intenção de reparar o dano, material ou simbólico, e não causar sofrimento ao condenado.
Por fim, é reflexo de um Estado, isto é, o que ele considera como crime (políticos, religiosos), as formas de decisão (tortura, sem direito à defesa), a natureza dos condenados (um padrão na população prisional indica um grave defeito na sociedade) e o volume e as formas de punição.
As punições consideradas mais severas, como a pena de morte, a tortura e a castração, foram abolidas na maioria dos países. Entretanto, a pena de encarceramento, que em muitos países se aproxima de uma pena de morte, não recebe a mesma destinação.
Uma quantidade razoável só será possível se direcionarmos nossos esforços em um rumo distinto ao atual, do progressivo aumento do poder penal. É necessário estabelecermos o mínimo possível da instituição do Direito Penal, o mínimo possível de punição. Para essa luta, é necessária uma mudança no posicionamento dos criminologistas. Não se estudarão os criminosos e as vítimas, mas o próprio sistema penal, ou seja, os limites que este estabelece, os tipos de dor e de distribuição de dor que ele aceita.
Por fim, não se pode estabelecer quando o suficiente é suficiente, nem a quantidade razoável. Porém, sabemos que a punição é contrária aos mais inerentes valores do ser humano, e sendo assim, deve ser a última alternativa, e não a primeira.

#### Conflitos como propriedade[6]
Publicado em janeiro de 1977, no The British Journal of Criminology, o artigo é uma apresentação inicial e breve de ideias que seriam melhor desenvolvidas em seus trabalhos futuros.
A ideia central do artigo trata do afastamento dos conflitos do âmbito dos envolvidos, em razão de a sociedade, devido a sua organização moderna, sustentar uma estrutura que mascara a ocorrência de conflitos e concede o monopólio de seu controle aos profissionais (no caso, aos advogados e criminologistas).
Christie desenvolve sua ideia de afastamento de conflito apresentando um pequeno julgamento ocorrido na Tanzânia. São cinco os pontos importantes tirados dessa experiência:
1. As partes eram o centro das atenções; falavam frequentemente e eram ouvidas;
2. Existiam pessoas próximas a eles que interferiam sem, entretanto, tomar posse da discussão;
3. Existia uma interação do público no geral;
4. Os juízes eram extremamente passivos, reconhecendo que não possuíam o conhecimento específico das relações daquele conflito. Eram especialistas em leis. Com a progressão do julgamento e, consequentemente do seu entendimento, puderam trazer as leis pro âmbito do conflito; e
5. Não havia mídia. Os repórteres faziam parte do público.

Percebe-se pelos pontos destacados que o tipo de julgamento aproximou-se à justiça alternativa, com a ideia de mediação do conflito, de conversação entre os acusados, de participação da sociedade, de levar em conta as peculiaridades inerentes ao caso.
São exatamente esses fatores que se perderam. Hoje, a resolução de conflitos tornou-se um evento. Não existe para promover a resolução do conflito ou a pacificação das partes, mas para promover os profissionais que trabalham no caso. Os advogados não se importam com o caso, não se importam com a vítima ou com o infrator, importam-se com a especialidade das leis, com exercer sua profissão conforme lhes foi ensinada. Profissionalizar os conflitos significa extraí-los para longe das partes, tornando-os propriedade dos advogados.
Além dos advogados, os criminologistas perderam a visão dos conflitos. Fala-se aqui tanto da criminologia antiga quanto da nova criminologia. Se a criminologia antiga pretendia descrever os criminosos partindo de defeitos pessoais e falhas sociais, a nova converte conflitos pessoais – entre vítima e infrator – em conflitos de classe. Christie concorda que sejam conflitos de classe, mas definir como conflito de classe não pode marginalizar as partes, e é esse o efeito que a criminologia vem produzindo.
Somado a profissionalização do controle dos conflitos está a mudança nas estruturas sociais. A ideia de Christie é de que a separação das pessoas, pelo espaço e por características (como sexo, raça, problemas físicos ou idade – essa última para o autor a mais importante), afeta diretamente a capacidade de conhecer o comportamento do outro. Assim, são consequências principais:
- A despersonalização da vida social: Não havendo personalização do conflito, estabelecer a conversa, ponto principal da justiça alternativa, faz muito menos sentido. Dessa forma, as partes facilitam que o conflito se afaste delas;
- Destruição de conflitos em seu início: O afastamento nos conduz a nos importarmos menos. Logo, crimes contra à honra, por exemplo, são mais facilmente esquecidos; e
- Conflitos invisíveis: ocorrem em duas situações. A primeira, daqueles excessivamente privativos, em que a parte mais fraca, isolada, torna-se ainda mais suscetível ao sofrimento. A segunda, daqueles cometidos por grandes corporações econômicas contra indivíduos de poder e conhecimento tão limitados que não percebem sua condição de vítima.

O ponto de Christie quando elabora o título “Conflitos como propriedade” não é tratar da propriedade material, mas sim mostrar que o conflito é a propriedade mais importante.
Tirar o conflito do âmbito das partes é prejudicial tanto para vítima quanto para a sociedade. Para a vítima, é importante participar do processo, confrontar o infrator e ainda pode sentir-se parte integrada e participativa do que acontece na sociedade. Conversar com seu agressor, para que ela entenda seus motivos, conheça sua história, é um processo doloroso e difícil para ambos, que, entretanto, também poderá trazer benefícios. Para a parte, talvez possa ser entendido por que aconteceu o fato, por que aquela pessoa fez aquilo. Para o infrator, é ver e exercer uma culpa e, com isso, possivelmente, ajudar no processo de arrependimento. Para a sociedade, é importante para estabelecer um sentido para a norma, um sentido que vai além daquele positivado, um entendimento que parta do que a vítima achou relevante, daquilo que mais a incomodou, com aquilo que ela se sentiu mais ou menos ofendida.
Nils Christie fala em tribunal orientado para as vítimas, cuja alçada seria a de julgar casos de um bairro. Explica essa ideia através de quatro estágios:
1. Estágio tradicional em que se estabeleceria a lei ofendida e o respectivo ofensor;
2. Seria o estágio que caracterizaria esse tipo de tribunal. Um estágio voltado para a fala da vítima, para que ela diga o que quiser, de importância legal ou não, com foco principalmente no que poderia ser feito para reparar aquilo que lhe causou danos;
3. Após a vítima externar suas reivindicações, caberia ao juiz analisar a possibilidade de punir ou não, além daquilo que já foi pedido; e
4. O último estágio é aquele da defesa do ofensor. É o estágio em que se deve analisar as condições em que seria possível o réu cumprir, partindo da análise da situação. Christie ressalta que esse estágio deve vir após a sentença, para não entrar no rol das medidas especiais, as quais ele compara aos tratamentos compulsórios.

Outra ideia é a do estabelecimento de tribunais para leigos. Como já dito, a profissionalização dos conflitos é prejudicial. Assim, a ideia é deixar que iguais se representem e encontrem soluções entre eles. Caso contrário, cabe a um juiz, também leigo, decidir. Em casos em que seja impossível a presença de advogados ou especialistas comportamentais, a ideia é de que eles possuam a menor participação possível, respondam quando requisitados e auxiliem no que podem, sem que sejam o centro das atenções.

#### Limites à dor[7]
Nils Christie situa a discussão na aplicação de penas e os seus efeitos. Na sua opinião, as penas devem ser aplicadas do modo mais restrito possível; a punição deve ser a última das medidas. Se por um lado, alguns defendem que as penas fazem com que as pessoas amadureçam e tragam benefícios, em contrapartida, também resultam em experiências ruins, podendo tornar as pessoas mais cruéis, causar problemas psiquícos, entre tantos outros. Portanto, em caso de dúvida sobre os resultados da pena, o melhor a ser feito é não punir, ou punir de modo brando.
Possui importância a terminologia utilizado no livro, ao referir-se à aplicação da pena, por meio da expressão pain delivery. Trata-se de um conceito construído por ele, que, de certo modo, critica a aplicação da pena atualmente, em que como no “delivery” de alimentos, as penas são postas em prática de modo, calmo, higiênico e objetivo. Nesse sentido, ignora a importância e os efeitos da aplicação dessas sanções.
A punição se justificaria pelo fato de afetar a prática das ações indesejáveis. Tal afirmação é exemplificada com a situação de um forno ligado. Obviamente não o tocamos, pois aprendemos que ao fazer isso provaríamos de uma punição instantânea, a qual nos ensinaria a não realizarmos novamente tal conduta. Desse modo, para que se mantivessem coesas as teorias, todas as condutas indesejáveis deveriam ser punidas. Caso considerássemos tais afirmações como corretas, o nível de punição seria proporcional à diminuição de crimes, fato comprovadamente inverossímil. Porém, na prática, a punição é dirigida. Assim, as sanções são usadas como argumentos políticos quando precisam ser endurecidas, de modo a satisfazer certos anseios de partes da sociedade. Apesar desse fato, legitima-se a necessidade de aplicação das teorias por meio da ciência, imputação esta que é falsa, sendo a ciência utilizada como base para uma punição moral.
A prevenção de crimes deveria criar uma lista de sopesamento baseada nos valores sociais. Nesse sentido, o objetivo não seria controlar condutas, mas dar prioridade a valores defendidos pelas leis penais. Posto isso, a prevenção seria uma forma de resposta às condutas, que se justificaria mais puramente pela sanção aplicada pelo estado do que pela ideia de controle do comportamento social.
A teoria neoclássica, adotada fortemente nos países escandinavos, exceto na Noruega, está intimamente ligada ao conceito de proporcionalidade da pena em relação à conduta indesejável e a justificativa de sua aplicação como preventiva geral. Tal teoria, segundo a experiência de Nils Christie, trouxe alguns bons resultados, melhorando a aplicação do Direito Penal em geral. Todavia, está ultrapassada e deve deixar de ser aplicada nos países escandinavos. Sua crítica à teoria neoclássica reside no fato de que seria demasiadamente simplista, não abrangendo a realidade material. Nesse contexto, elabora uma comparação da teoria em questão, em que o juiz seria um mero aplicador, com um computador pré-programado, com uma aplicação específica para cada tipo de conduta, algo que não vale para os diversos elementos de ordem prática da vida social, em que os indivíduos se encontram em diversas realidades. Fazendo referência às teorias neoclássica e neopositivista, Nils Christie afirma que ambas têm sua aplicação mais ou menos rigorosa durante o decorrer do tempo, conforme a conjuntura no momento, de modo a trocar posições com as teorias clássica e positivista em um movimento comparável a um pêndulo unidimensional. Ocorre que as teorias buscam aplicar a igualdade, conferindo penas conforme a gravidade da conduta do indivíduo, porém, em certos períodos, a necessidade de aplicação de duras penas é desnecessária. Nesse sentido, as teorias mencionadas são problemáticas, haja vista que não saem dessa única dimensão do pêndulo, impedindo assim um tratamento mais adequado e democrático aos crimes.
Resultado das diferenças sociais existentes é que a única forma de punição para essas pessoas desprovidas seria a restrição de liberdade, o que apenas aumenta o fator determinante para a ocorrência de condutas indesejáveis, a marginalização social dos indivíduos.
No livro, Christie preceitua certas condições para uma redução da atribuição de penas, são elas:
1. Conhecimento: trata-se do conhecimento mais aprofundado da individualidade das pessoas, que tende a aumentar a tolerância dos demais indivíduos frente a ocorrência da conduta indesejável. Nesse sentido, como afirma Nils Christie, a excentricidade dos atos será tolerada, na medida em que se conhece as motivações e os problemas do indivíduo, ao passo que condutas inconsistentes com a realidade da pessoa deverão ser menos toleradas;
2. Redução do poder: pessoas com poder tendem a aplicar penas aos demais contra a vontade destes. Quanto maior essa distância proporcionada pela diferença de poderes, maior será a facilidade na aplicação da pena. Um experimento feito por Milgram (1965)em que as pessoas eram contratadas para dar choque em outras de modo a testar a capacidade de aprendizado de não cometer certas condutas por meio da atribuição da dor. Observou-se que quando as pessoas estavam separadas, os choques eram dados de maneira perigosa com o propósito de ensinar o pseudo delinquente. Por outro lado, quando o indivíduo podia ver o outro que sofria a pena, a aplicação dos choques foi consideravelmente menor;
3. Vulnerabilidade: Um modo de se controlar o poder é tornar os aplicadores vulneráveis. Ela pode ser posta em prática em três principais medidas a serem adotadas entre aplicadores e os punidos, que seriam: a igualdade de situação, igualdade de qualificação e uma proximidade maior em termos físicos;
4. Dependência mútua: a cooperação entre os indivíduos da sociedade acarreta numa menor atribuição de pena. Menciona Émile Durkheim em sua diferenciação entre solidariedade mecânica e orgânica, com uma ressalva: na opinião de Christie, não necessariamente pequenas sociedades tendem a punir mais rigorosamente, pois tal afirmação desconsidera a possibilidade de cooperação mútua entre os participantes, quando estes não podem ser substituídos; e
5. Sistema confiável: possui importância contra medidas autoritárias e incoerentes de criminalização e punição.

É apontada a necessidade de se privilegiar uma justiça compensatória quando viável em oposição à punição com restrição de liberdade. Algo que também resulta numa menor atribuição de poder, colocando no mesmo plano aquele que ofende e o ofendido.
O modelo neoclássico aplica a pena de modo utilitarista, servindo a uma parte da sociedade, notadamente, em sua maioria, a elite.
Observa Nils Christie que a aplicação da pena é motivada pela raiva e justificada pela representação. Assim, cabe uma reflexão: se as penas são tão ruins para serem executadas por qualquer um ou mesmo vistas por qualquer indivíduo, não seria por que elas são realmente ruins?